# Чеховиц, Мартин
Мартин (Марцин) Чеховиц (пол. Marcin Czechowic; 1532, Збоншинь, Польша ― 1613, Люблин) ― польский теолог, идеолог левого крыла радикально-реформационного движения в Великом княжестве Литовском и Королевстве Польском.

## Биография
Родился в семье ремесленника. 
Учился в католической семинарии в Познани, затем, около 1554 года, был направлен в Лейпцигский университет. До 1555 года был католическим священником в Курнике, однако был вынужден оставить служение из-за своих симпатий к протестантизму.
В 1559 году по приглашению магната Николая Радзивилла Чёрного приехал в Вильну, где занял должность учителя школы при местном кальвинистском сборе, находившимся под патронатом Радзивилла. Здесь под влиянием идей Петра из Гонёндза начал склоняться в сторону радикального направления реформации — антитринитарианства.
В июне 1561 года по заданию Радзивилла ездил в Швейцарию к Жану Кальвину с целью помирить его с Джорджо Бландратой, которого Кальвин обвинял в пропаганде идей Мигеля Сервета, тогда как сам Радзивилл ему симпатизировал. Прибыл в сентябре в Цюрих, Мартин привёз с собой письма и щедрые подарки от своего патрона. За три дня пребывания в городе Чеховиц разузнал у известного протестантского школьного учителя описание порядков местной школы, которые планировал использовать как образец для создания подобного учебного заведения в Вильне. По дороге домой посетил Моравию, где ознакомился с укладом жизни одной из анабаптистских общин.
Вернувшись в Вильну, начал проповедовать в кальвинистском сборе в духе социального радикализма. Кроме проповеднической деятельности, участвовал в синодах литовских антитринитариев, где выступал в защиту учения анабаптистов, чем вызывал недовольство умеренных антитринитариев. В 1564 году состоялся его трёхдневный диспут с Николаем Вендговским, на основе которого Чеховиц подготовил трактат «Трехдневный диспут о крещении детей», по причине смерти Радзивилла изданный только в 1583 году.
Из-за давления со стороны кальвинистов и магистрата был вынужден покинуть Вильну и поселиться в Куявии, в имении Яна Немоевского, который, будучи кальвинистом, под его влиянием склонился в пользу антитринитаризма. В имении Немоевского Чеховиц организовал общину, члены которой около 1570 года отказались от всех занимаемых государственных постов и продали имущество, раздав деньги бедным. Вместе с Немоевским Чеховиц перебрался в Люблин, где ими была организована крупная община польских братьев.
После смерти Немоевского в 1598 году под давлением социниан Чеховиц оставил должность министра сбора, но до конца жизни продолжал вести полемику с ними, также как и с кальвинистами и иезуитами. Так, в 1578 и 1581 году он дискутировал в Лоске с Симоном Будным, в 1582 году присутствовал в Любче на рассмотрении дела Будного, в 1603 году на синоде в Ракове полемизировал с Фаустом Социном. 
Ранее он сотрудничал с Будным в социнианском переводе библейских писаний, однако разошёлся с ним по двум вопросам: какому первоисточнику отдать предпочтение (Будный был скептически настроен к греческому тексту) и как трактовать отношение христиан к использованию силы (Будный, ссылаясь на Якова Палеолога, оспаривал бескомпромиссный пацифизм Чеховица, Фаусто Соццини и Гжегожа Павла из Бжезины). В итоге, версии польских переводов Библии от Будного выходили в 1572, 1574 и 1589 годах, а от Чеховица — в 1577.
Умер в бедности и забытьи. Долгое время имя Чеховица не упоминалось и в исторической литературе, пока в 1962 году Джордж Хантсон Уильямс не опубликовал о нём статью в филадельфийском протестантском журнале The Radical Reformation, вскоре перепечатанную в издании польской Академии наук. Ранее выходили биографические заметки Станислава Кота о Чеховице в Польском биографическом словаре (Polski słownik biograficzny; Kraków, 1937, 1957), однако полноценная монография (Marcin Czechowic, 1532-1613) пера Леха Щуцкого вышла только в 1964 году в Варшаве. Польская АН перепечатала его «Христианские беседы» (Rozmowy Chrystiańskie) в 1979 году.

## Общественные и религиозные взгляды

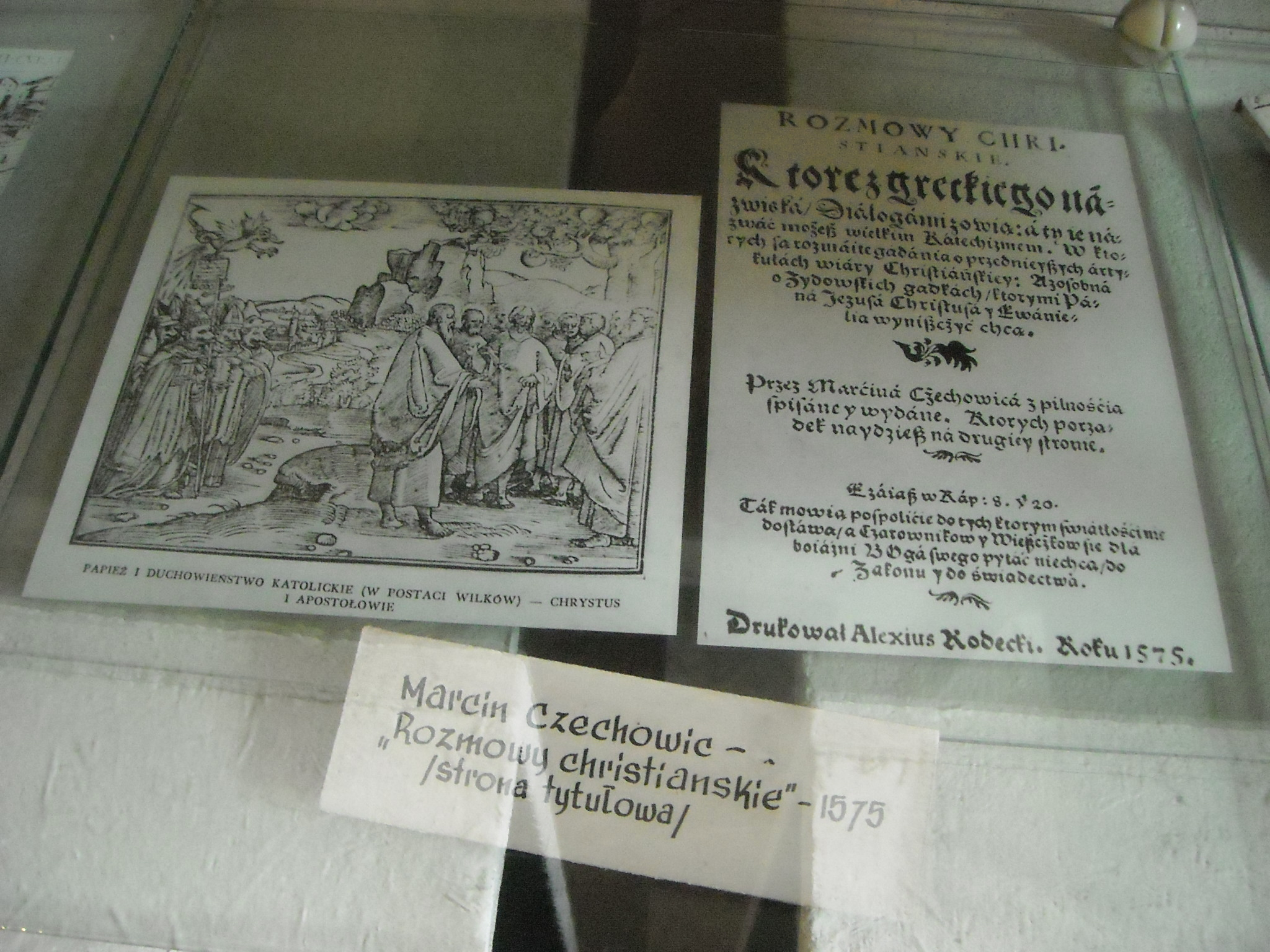
Титульные страницы «Христианских бесед» Чеховица в экспозиции Пиньчувского музея

Выступал против крепостничества, отрицал светскую власть и церковь, осуждал крещение младенцев. Веру считал личным делом человека, требовал религиозной веротерпимости. Проповедовал безусловный пацифизм и социальное равенство. Считал Иисуса Христа не Богом, а безгрешным человеком, происходившим от Святого Духа, избранным Богом в качестве Спасителя, наделённым силой творить чудеса и после смерти воскрешённого Творцом.

## Сочинения
- Стихотворный пересказ Нового Завета (1570)
- «Христианские беседы» (Rozmowy Chrystiańskie; Краков, 1575)
- Перевод Нового Завета (Краков, 1577; отредактированное издание Раков, 1594).